# Yon Kasarai
Yon Kasarai è uno pseudonimo collettivo, utilizzato da diversi scrittori italiani, i quali figurano come traduttori, all'interno della collana Storie di Draghi, Maghi e Guerrieri, edita da Delos Books. Il primo romanzo firmato con questo nome è Pazuzu (trad. di Danilo Arona), pubblicato nel 2008.

## Romanzi pubblicati da Yon Kasarai
1. Pazuzu (Trad. Danilo Arona) - n. 3 della collana
2. Kami (Trad. Alberto Cola) - n. 6 della collana